# Союз співацьких і музичних товариств
Союз співацьких і музичних товариств — організація, яка постала з ініціативи А. Вахнянина (перший голова) і В. Шухевича 1903 року на першому з'їзді хорів «Боян» у Львові.
Заходами Союзу співацьких і музичних товариств відкрито музичну школу, яка 1907 року була перетворена на Вищий музичний інститут ім. М. Лисенка, нині Львівська національна музична академія імені Миколи Лисенка.